# Роберт Вуд Џонсон III
Роберт Вуд Џонсон III (9. септембар 1920 - 22. децембар 1970) био амерички бизнисмен. Био је унук Роберта Вуд Јохнсона I (суоснивача Џонсон и Џонсон).